# Nigeria op de Olympische Zomerspelen 1964
Nigeria nam deel aan de Olympische Zomerspelen 1964 in Tokio, Japan. Nojim Maiyegun schreef geschiedenis door als eerste Nigeriaan een olympische medaille te winnen.

## Medailleoverzicht
| Sport  | Olympiër       | Onderdeel | Medaille |
| ------ | -------------- | --------- | -------- |
| Boksen | Nojim Maiyegun | -71kg (m) | Brons    |

## Deelnemers en resultaten

### Atletiek
| Olympiër                                                                                | Discipline             | Resultaat | Prestatie                                         |
| --------------------------------------------------------------------------------------- | ---------------------- | --------- | ------------------------------------------------- |
| David Ejoke                                                                             | 100m (m)               | DNS       | serie 8: niet gestart                             |
| David Ejoke                                                                             | 200m (m)               | DNF       | serie 6: 4de in 21,4 kwartfinale 4: niet gestart  |
| Edward Akika                                                                            | 110m horden (m)        | 23e       | serie 5: 7de in 14,70                             |
| Folu Erinle                                                                             | 110m horden (m)        | 19e       | serie 1: 4de in 14,57                             |
| Sydney Asiodu Folu Erinle Jimmy Omagbemi Lawrence Okoroafor Abdul Karim Amu David Ejoke | 4x100m (m)             | 9e        | serie 1: 5de in 40,4 halve finale 1: 6de in 40,1  |
| Sonny Ba Akpata                                                                         | verspringen (m)        | 16e       | kwalificatie: 16de met 7,34m                      |
| George Ogan                                                                             | verspringen (m)        | DNS       | kwalificatie: niet gestart                        |
| Wariboko West                                                                           | verspringen (m)        | 19e       | kwalificatie: 5de met 7,62m finale: 4de met 7,60m |
| George Ogan                                                                             | hink-stap-springen (m) | 22e       | kwalificatie: 22ste met 15,35m                    |
| Christian Ohiri                                                                         | hink-stap-springen (m) | 24e       | kwalificatie: 24ste met 15,08m                    |
|                                                                                         |                        |           |                                                   |
| Clarice Ahanotu                                                                         | 100m (v)               | 19e       | serie 4: 4de in 11,9 kwartfinale 2: 7de in 11,8   |
| Clarice Ahanotu                                                                         | 200m (v)               | DNS       | serie 3: niet gestart                             |
| Amelia Okoli                                                                            | hoogspringen (v)       | 18e       | kwalificatie groep B: 9de met 1,65m               |

### Boksen
| Olympiër       | Discipline | Resultaat | Prestatie |
| -------------- | ---------- | --------- | --- |
| Karimu Young   | -54kg (m)  | 5e        | 1ste ronde: W van THA Udompaichitkul: 5-0 2de ronde: W van POL Bendig: 3-2 kwartfinale: V van URU Rodríguez: 1-4                                                                 |
| Anthony Andeh  | -57kg (m)  | 9e        | 1ste ronde: W van RAU Bedewi: scheidsrechtelijke beslissing 2de ronde: V van BIR Tun: 1-4                                                                                        |
| Sikuru Alimi   | -67kg (m)  | 9e        | 1ste ronde: W van KEN Gakungu: 3-2 2de ronde: V van POL Kasprzyk: 0-5 |
| Nojim Maiyegun | -71kg (m)  | Brons     | 1ste ronde: vrij 2de ronde: W van GBR Robinson: scheidsrechterlijke beslissing kwartfinale: W van DEN Bogs: scheidsrechterlijke beslissing halve finale: V van FRA Gonzales: 2-3 |

Afghanistan · Algerije · Argentinië · Australië · Bahama's · België · Bermuda · Birma · Bolivia · Brazilië · Brits-Guiana · Bulgarije · Cambodja · Canada · Ceylon · Chili · Colombia · Congo-Brazzaville · Costa Rica · Cuba · Denemarken · Dominicaanse Republiek · Duits eenheidsteam · Ethiopië · Filipijnen · Finland · Frankrijk · Ghana · Griekenland · Groot-Brittannië · Hongarije · Hongkong · Ierland · IJsland · India · Irak · Iran · Israël · Italië · Ivoorkust · Jamaica · Japan · Joegoslavië · Kameroen · Kenia · Libanon · Liberia · Libië · Liechtenstein · Luxemburg · Madagaskar · Maleisië · Mali · Marokko · Mexico · Monaco · Mongolië · Nederland · Nederlandse Antillen · Nepal · Nieuw-Zeeland · Niger · Nigeria · Noord-Rhodesië · Noorwegen · Oeganda · Oostenrijk · Pakistan · Panama · Peru · Polen · Portugal · Puerto Rico · Roemenië · Senegal · Sovjet-Unie · Spanje · Taiwan · Tanganyika · Thailand · Trinidad en Tobago · Tsjaad · Tsjecho-Slowakije · Tunesië · Turkije · Uruguay · Venezuela · Verenigde Arabische Republiek · Verenigde Staten · Vietnam · Zuid-Korea · Zuid-Rhodesië · Zweden · Zwitserland